# 白井達也
白井 達也（しらい たつや）は、日本の物理学者である。専門は素粒子・原子核・宇宙線・宇宙物理。神奈川大学工学部教授、神奈川大学学生生活支援部長を務めた。

## 経歴
1972年神奈川大学工学部助手、1975年神奈川大学工学部専任講師、1977年神奈川大学工学部助教授、2003年神奈川大学工学部教授として応用物理の授業など担当。また神奈川大学学生支援部長を務めた。

## 研究
- 2008年　銀河拡散ガンマ線の研究[2]

## 著作
- 『現代天文学小事典』　講談社   1983年